# Jaithara
Jaithara là một thị xã và là một nagar panchayat của quận Etah thuộc bang Uttar Pradesh, Ấn Độ.

## Nhân khẩu
Theo điều tra dân số năm 2001 của Ấn Độ, Jaithara có dân số 10.165 người. Phái nam chiếm 54% tổng số dân và phái nữ chiếm 46%. Jaithara có tỷ lệ 61% biết đọc biết viết, cao hơn tỷ lệ trung bình toàn quốc là 59,5%: tỷ lệ cho phái nam là 68%, và tỷ lệ cho phái nữ là 53%. Tại Jaithara, 18% dân số nhỏ hơn 6 tuổi.